# ウォレミマツ
ウォレミマツ（学名: Wollemia nobilis）は、裸子植物マツ綱のナンヨウスギ科に属する常緑高木の1種である。ウォレミマツは、ウォレミマツ属（ウォレミア属）の唯一の種である。1994年、オーストラリアのシドニーに比較的近いウォレマイ国立公園内で発見され、1995年に新属新種として記載された。樹皮はスポンジ状でコブがある。水平に伸びる枝につく葉は扁平な披針形、2または4列につき、特徴的な配置をしている。雌雄同株であり、"雄花"、"雌花"とも水平に伸びる枝の先端に単生する。自生地で確認されているのは100本以下であり、遺伝的多様性も極めて低いことから、絶滅が危惧されている。
英名（Wollemi pine）をカナ読みしてウォレマイ・パインともよばれる。名称は、ウォレマイ国立公園と発見者である森林監督官デヴィッド・ノーブルに由来する。ウォレミマツ属自体の化石記録はないが、中生代から見つかる化石植物に似ているため「生きている化石」とされ、日本ではジュラシックツリーともよばれる。

## 特徴
大きなものは高さ40メートル (m)、幹の直径 1.2 m になる常緑高木である。樹齢は500–1,000年ほどに達すると考えられている。樹冠は細く柱状（図1, 2a, b）。主幹からは、横に伸びる枝が輪生し、ふつう1年に1輪の枝を形成する。この横枝は分枝することなく、3–8年間成長し、最終的に先端に生殖器官（"雄花"、"雌花"）をつけて成長を終了する（下図2a, b）。この横枝は成長停止後も数年間残って葉もついたままであるが、やがて枝の付け根からとれて落ちる。主幹の休眠芽から新たな枝が生じて垂直方向に伸び、二次の主幹となり、水平に伸びる枝を輪生する。このように一次の主幹に二次の主幹がつき、さらにそこから三次の主幹が生じることを繰り返し、特徴的な樹冠が形成される。また、根元から萌芽することもある。樹皮は濃褐色、スポンジ状でコブがあり、表面が薄く鱗片状に剥がれる（下図2c）。休眠芽はふつう白い樹脂で覆われる（下図3a）。
垂直に伸びる枝につく葉は針状から鱗片状、3–10 × 2–4 ミリメートル (mm)、らせん状につく（下図3a）。水平に伸びる枝につく葉は扁平な披針形で先端は尖らず、長さ3–8センチメートル (cm)、幅2–8 mm、裏面または両面に気孔があり、6–14本の平行脈をもち明瞭な中肋を欠き、4–8本の樹脂道が存在する。水平に伸びる枝では葉は基部でねじれて向軸面が上を向き、2または4列につく（下図3b, c, 4a, b）。4列につく場合、やや長い葉からなる2列が150–175°、その間にやや小さな葉からなる2列が50–90°の角度で配列している。
雌雄同株、"花期"は春（10–11月）。生殖器官（雄球花、雌球花）は輪生する側枝に頂生し、樹冠の上部には雌球花が、その下部には雄球花がつく（上図2b）。雄球花は赤褐色、無柄、細長い円筒形で長さ 5–11 cm、直径 1–2 cm、らせん状に配列した500個以上の小胞子葉からなる（下図4a, b）。小胞子葉の背軸面に4–9個の花粉嚢（小胞子嚢）がついている。花粉は卵形、無口粒、気嚢を欠く。雌球花は無柄、球形から楕円形、長さ6–12 cm、直径 5–10 cm、緑色、らせん状に配列した300枚以上の鱗片からなる（下図4c）。苞鱗と種鱗は全体が合着しているが、苞鱗の先端がのぎ状に長く（6–12 mm）突出する（下図4c）。種鱗向軸側に1個の倒生胚珠がついている。球果は、受粉して18–20か月後の晩夏から秋に成熟し、亜球形、長さ約 12.5 cm、直径約 10 cm ほどになり、各果鱗は長さ 12–17 mm、幅 14–22 mm、個々に脱落する（下図4d）。種子は淡褐色、薄く、7–11 × 5–7 mm、周囲に翼がある。子葉は地上性、2枚。染色体数は 2n = 26。

## 分布・生態

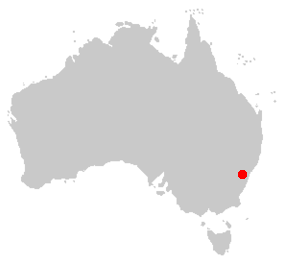
5. ウォレミマツの分布地点

オーストラリアのニューサウスウェールズ州、グレーター・ブルー・マウンテンズ地域にあるウォレマイ国立公園（ウォレミ国立公園, Wollemi National Park）内の砂岩の険しい渓谷沿いのみから知られている（図5）。気候は湿潤で土地は痩せている。この場所は大都市であるシドニーから比較的近い（約150キロメートル北西）が、急峻な地形であるため、20世紀末まで人の目に触れなかった。
自生地では、Ceratopetalum apetalum（クノニア科）、Doryphora sassafras（アセロスペルマ科）、Syzygium smithii（フトモモ科）などと共に暖温帯林を形成し、ウォレミマツは林冠から突き抜けて伸びている。林内の草本層はシダ類（Dicksonia antarctica, Cyathea australis, Sticherus flabellatus, Adiantum diaphanum, Doodia aspera, Blechnum nudum など）が優占している。菌根共生では、アーバスキュラー菌根と外生菌根の両方をもつことが報告されている。

## 保全状況
1998年時点では約40本の成木と約200本の幼木が知られていたが、2020年の調査では46本の成木と43本の幼木しか確認されなかった。また、遺伝的多様性（集団内および集団間）が極めて低いことが示されており、近交弱勢や集団の脆弱性が危惧されている。種子の発芽率は極めて低い。国際自然保護連合（IUCN）のレッドリストでは、近絶滅種（CR）に指定されている。
保護のため自生地の正確な場所は公開されていない。許可された研究者がこの自生地に入るためには、植物病原菌などを持ち込まないように厳重な滅菌対策をする必要がある。しかし、ウォレミマツに対する病原菌として現在問題となっているエキビョウキン属（卵菌綱）の Phytophthora cinnamomi と P. multivora は、無許可の侵入者によって持ち込まれた可能性が高いと考えられている。
2019年から2020年に起こった山火事によって、自生地のウォレミマツは危うく消滅するところであったが、消防士たちの懸命な作業によってこの唯一の自生地は救われた。

## 人間との関わり

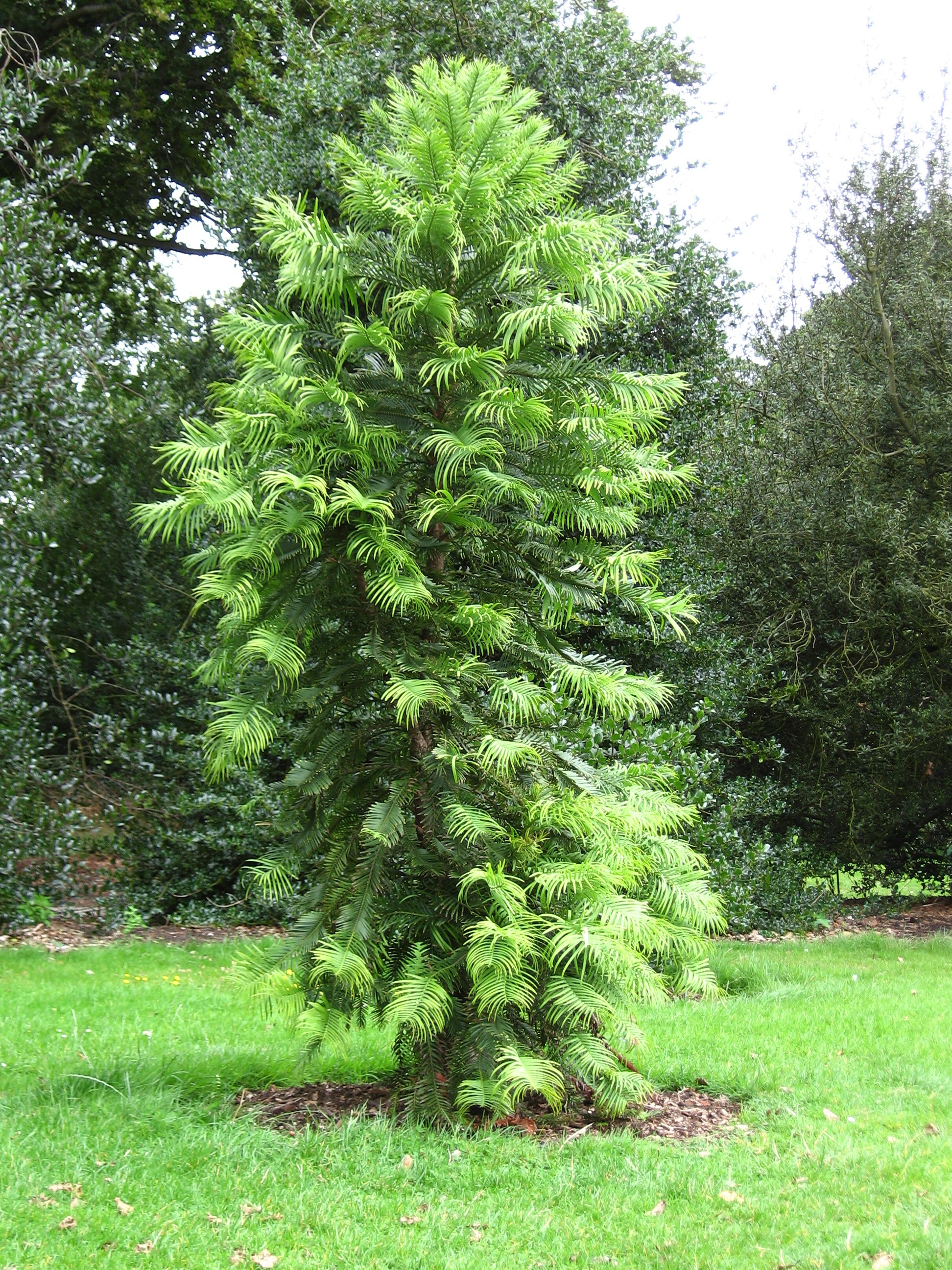
6. キュー植物園（英国）のウォレミマツ

オーストラリア政府は、違法な採取を避けるため、収集家や栽培業者、植物園などの要望に応じて挿し木などによる苗木を配布している（図6）。日本でも、各地の植物園などで見ることができる。また、東京ディズニーランドやユニバーサル・スタジオ・ジャパンにも植栽されている。オーストラリアでは、クリスマスツリーに使われることがある。
極めて危機的な絶滅危惧種であるウォレミマツがこのように扱われているのは、絶滅危惧種の保護に商業利用が役立つかどうかをテストするためでもある。さまざまな環境条件で植栽された情報を得ることができ、また分散して株を維持できる。また、得られた資金はウォレミマツや他の絶滅危惧種の保護のために用いられている。この結果、ウォレミマツは温暖で年間を通じて十分な降雨量があり、水はけが良い酸性土壌が理想的であることが明らかとなっている。ただし環境適応能は比較的高く、-12°Cから45°Cまで耐えることができ、野外で生育可能な最北の地はスコットランドである。

## 分類
1994年9月、峡谷調査をしていたウォレマイ国立公園と野生生物保護局の職員たちによって、ウォレミマツは発見された。発見者であるデヴィッド・ノーブル（David Noble）は、小川のそばに落ちていた特徴的な葉のつき方をした枝と、特徴的な樹皮から、ウォレミマツの発見に至った。これをもとに研究した植物学者達により、1995年に新属新種 Wollemia nobilis として記載されたが、属名（Wollemia）はウォレマイ国立公園の名（もともと wollumii は、アボリジニの言葉で「見張る」や「周りを見渡す」を意味する）に由来し、種小名（nobilis）は発見者である David Nobel への献名であり、またその nobel（高貴な）な樹形も示している。
ナンヨウスギ科の中では、ウォレミマツはナギモドキ属（Agathis）の姉妹群であることが示されている。ウォレミマツの葉の特徴やのぎ状の苞鱗はナンヨウスギ属に似ているが、苞鱗と種鱗が合着していることや種子の形態はナギモドキ属に似ている。
ウォレミマツは「生きている化石」とよばれるが、ウォレミマツ属に分類される化石記録は知られていない。ただし、ウォレミマツによく似た化石は中生代から知られている。ウォレミマツの花粉によく似た花粉化石であるディルウィニテス属（Dilwynites）は、後期白亜紀のオーストラリア、ニュージーランド、南極大陸から報告されており、最も新しいものは200万年前から知られている。ただし、この花粉化石はナンヨウスギ科の別属のものを含んでいる可能性もある。また、後期白亜紀から古第三紀に見つかるアラウカリオイデス属（Araucarioides）も、ウォレミマツに似ている。